# George Hamilton (1845-1927)
Pour les articles homonymes, voir George Hamilton et Hamilton.
Lord George Francis Hamilton (17 décembre 1845 - 22 septembre 1927) est un homme politique du Parti conservateur britannique qui est premier lord de l'amirauté et Secrétaire d'État à l'Inde. 

## Jeunesse
Il est le troisième fils de James Hamilton (1er duc d'Abercorn) et Lady Louisa, fille de John Russell (6e duc de Bedford), et fait ses études à Harrow. Il sert avec la Rifle Brigade et les Coldstream Guards, obtenant le grade de lieutenant. 

## Carrière politique
Hamilton est député de Middlesex entre 1868 et 1885 et d'Ealing entre 1885 et 1906. Il sert sous Benjamin Disraeli comme Sous-secrétaire d'État à l'Inde de 1874 à 1878 et comme vice-président de la commission de l'éducation de 1878 à 1880 et est admis au Conseil privé en 1878. 
Il entre au cabinet en tant que Premier Lord de l'Amirauté sous Lord Salisbury en 1885, poste qu'il occupe jusqu'en 1886 et de nouveau entre 1886 et 1892. En 1894, il est élu président du London School Board, se retirant après un an lorsque les unionistes remportent les élections générales et il est devenu Secrétaire d'État à l'Inde sous Salisbury, où il est resté jusqu'en 1903, la dernière année dans le gouvernement d'Arthur Balfour. En 1903, il est nommé dans l'Ordre de l'Étoile d'Inde. En 1916, il fait partie de la Commission d'enquête sur la Mésopotamie. 

## Autres fonctions publiques
Pendant un certain nombre d'années, Hamilton est membre du conseil d'administration de la Underground Electric Railways Company (UERL), qui exploite la majorité des lignes du métro de Londres. Il est président de l'entreprise entre 1915 et 1919, après la démission de Sir Edgar Speyer en 1915 ,. 
Hamilton occupe également les postes honorifiques de capitaine de Deal Castle (1899-1923) et de major de Deal (1909) et reçoit le grade de LLD honorifique de l'Université de Glasgow et de DCL honoraire de l'Université d'Oxford. Il est également juge de paix pour Middlesex et Westminster. 
Il est président de la Royal Statistical Society de 1910 à 1912 et de 1915 à 1916 . 

## Famille et enfants
Hamilton épouse Lady Maud Caroline, fille de Henry Lascelles (3e comte de Harewood), en 1871. Ils ont trois fils: 
- Ronald James Hamilton OBE (1872–1958), qui combat pendant la Première Guerre mondiale, est blessé et en 1919 est fait OBE. Il reçoit la décoration de l'Ordre de la Couronne (Belgique). Il est premier secrétaire du service diplomatique. En 1915, il épouse Florence Marguerite (Sarah Brooke) Hanna (décédée en 1959). Ils ont une fille: 
  - Maud Sarah Hamilton (1917–1995). En 1939, elle épouse le chef d'escadron, le comte Manfred Maria Edmund Ralph Beckett Czernin von und zu Chudenitz, DFC, DSO, MC, RAF (1913-1962). Avec lui, elle a un fils et une fille.
- Le major Anthony George Hamilton (1874-1936), qui combat pendant la Première Guerre mondiale et obtient le grade de major au service du East Kent Regiment. Il est décédé célibataire et sans descendance.
- Vice-amiral Robert Cecil Hamilton (1882-1947), qui combat pendant la Première Guerre mondiale. En 1911, il épouse Edith Maud Paley (décédée en 1967), fille de l'avocat Algernon Herbert Paley.

Hamilton est décédé en septembre 1927, à l'âge de 81 ans. Sa femme lui a survécu onze ans et est décédée en avril 1938. 